# Radical 109
El radical 109, representado por el carácter Han 目, es uno de los 214 radicales del diccionario de Kangxi. En mandarín estándar es llamado 目部, (mù　bù, «radical “ojo”»); en japonés es llamado 目部, もくぶ (mokubu), y en coreano 목 (mok).
El radical «ojo» aparece en muchas ocasiones en el lado izquierdo de los caracteres que clasifica (por ejemplo, en el carácter 盱). En algunas ocasiones aparece en la parte inferior (por ejemplo, en el carácter 瞥). Los caracteres clasificados bajo el radical 109 suelen tener significados relacionados con los ojos o con la visión, por ejemplo: 眠, «dormir»; 眉, «ceja»; 盲, «ciego».

## Nombres populares
- Mandarín estándar: 目字旁, mù zì páng, «carácter “ojo” en un lado»; 目字底, mù zì dǐ, «carácter “ojo” en la parte inferior».
- Coreano: 눈목부, nun mok bu, «radical mok-ojo».
- Japonés:　目（め）, me, «ojo»; 目偏（めへん）, mehen, «“ojo” en el lado izquierdo del carácter».[1]
- En occidente: radical «ojo».

## Galería
| Estilos antiguos                                 | Estilos antiguos                  | Estilos antiguos                        | Estilos antiguos                   | Estilos antiguos                   | Estilos empleados actualmente       | Estilos empleados actualmente  | Estilos empleados actualmente    | Estilos empleados actualmente   | Estilos empleados actualmente  |
|                                                  |                                   |                                         |                                    |                                    |                                     | 目                             | 目                               |                                 |                                |
| 甲骨文 jiǎgǔwén (escritura de huesos oraculares) | 金文 jīnwén (escritura de bronce) | 简帛 jiǎnbó (escritura de bambú y seda) | 篆文 zhuànwén (escritura de sello) | 篆文 zhuànwén (escritura de sello) | 隸書 lìshū (estilo de los escribas) | 楷書 kǎishū (estilo regular)   | 楷書 kǎishū (estilo regular)     | 行書 xǐngshū (estilo corriente) | 草書 cǎoshū (estilo de hierba) |
| 甲骨文 jiǎgǔwén (escritura de huesos oraculares) | 金文 jīnwén (escritura de bronce) | 简帛 jiǎnbó (escritura de bambú y seda) | 大篆 dàzhuàn (sello grande)        | 小篆 xiǎozhuàn (sello pequeño)     | 隸書 lìshū (estilo de los escribas) | 繁體／繁体 fántǐ (tradicional) | 简体／簡體 jiǎntǐ (simplificado) | 行書 xǐngshū (estilo corriente) | 草書 cǎoshū (estilo de hierba) |

## Caracteres con el radical 109

| trazos | carácter                                                                                        |
| ------ | ----------------------------------------------------------------------------------------------- |
| + 0    | 目                                                                                              |
| + 2    | 盯                                                                                              |
| + 3    | 盰 盱 盲 盳 直 盵                                                                               |
| + 4    | 盶 盷 相 盹 盺 盻 盼 盽 盾 盿 眀 省 眂 眃 眄 眅 眆 眇 眈 眉 眊 看 県 眍                         |
| + 5    | 眎 眏 眐 眑 眒 眓 眔 眕 眖 眗 眘 眙 眚 眛 眜 眝 眞 真 眠 眡 眢 眣 眤 眥 眦 眧 眨 眩 眪 眫 眬 眿 |
| + 6    | 眭 眮 眯 眰 眱 眲 眳 眴 眵 眶 眷 眸 眹 眺 眻 眼 眽 眾                                           |
| + 7    | 着 睁 睂 睃 睄 睅 睆 睇 睈 睉 睊 睋 睌 睍 睎 睏 睐 睑                                           |
| + 8    | 睒 睓 睔 睕 睖 睗 睘 睙 睚 睛 睜 睝 睞 睟 睠 睡 睢 督 睤 睥 睦 睧 睨 睩 睪 睫 睬 睭             |
| + 9    | 煛 睮 睯 睰 睱 睲 睳 睴 睵 睶 睸 睹 睺 睻 睼 睽 睾 睿 瞀 瞁 瞂 瞃 瞄 瞅 瞆                      |
| + 10   | 瞇 瞈 瞉 瞊 瞋 瞌 瞍 瞎 瞏 瞐 瞑 瞒 瞓                                                          |
| + 11   | 瞔 瞕 瞖 瞗 瞘 瞙 瞚 瞛 瞜 瞝 瞞 瞟 瞠 瞡 瞢 瞣                                                 |
| + 12   | 瞤 瞥 瞦 瞧 瞨 瞩 瞪 瞫 瞬 瞭 瞮 瞯 瞰 瞱 瞲 瞳 瞴 瞵 瞶 瞷                                     |
| + 13   | 瞸 瞹 瞺 瞻 瞼 瞽 瞾 瞿 矀 矁 矂                                                                |
| + 14   | 矃 矄 矅 矆 矇 矈 矉 矊                                                                         |
| + 15   | 矋 矌 矍 矎 矏                                                                                  |
| + 16   | 矐 矑 矒 矓                                                                                     |
| + 18   | 矔                                                                                              |
| + 19   | 睷 矕 矗                                                                                        |
| + 20   | 矘 矙                                                                                           |
| + 21   | 矖 矚                                                                                           |